# Under a Blood Red Sky: Live at Red Rocks
Uzasadnienie:  Ten sam artykuł 
Under a Blood Red Sky: Live at Red Rocks – wideo rockowej grupy U2, będące zapisem koncertu zespołu w Red Rocks Amphiteatre, w Kolorado. Zostało nagrane 5 czerwca 1983 roku, a wydane na kasetach VHS w listopadzie tego samego roku.

## Lista utworów
1. Surrender
2. Seconds
3. Sunday Bloody Sunday
4. The Cry/The Electric Co./Send in the Clowns
5. October
6. New Year’s Day
7. I Threw a Brick Through a Window
8. A Day Without Me
9. Gloria
10. Party Girl
11. 11 O’Clock Tick Tock
12. I Will Follow
13. 40